# École nationale d'art décoratif d'Aubusson
 (novembre 2018).
L’école nationale d'art décoratif d’Aubusson (ÉNAD Aubusson) est une école d’art fondée au XVIIIe siècle, située à Aubusson.

## Histoire
L’école nationale d'art décoratif, dite parfois « école des arts » a succédé à l’école municipale de dessin, créée au XVIIIe siècle. Elle est nationalisée en 1884 et devient école nationale des arts décoratifs, après celles de Paris (1877), et de Limoges (1881). L’école était spécialisée dans les arts textiles (tapisserie de basse lisse, de haute lisse, broderie dite « sarrasine » jusqu’en 1908), et fondait sa pédagogie sur un apprentissage du dessin, notamment d’observation — ce qu’il était courant au XIXe siècle d’appeler « l’étude de la plante ». L’école occupait les locaux de l’ancien couvent des Récollets.
De 1917 aux années 1950, Antoine-Marius Martin réforme l’enseignement. Les cours de tapisseries de basse lisse sont redéfinis selon une approche technique nouvelle, principalement la réduction du nombre de couleurs, le grossissement des fils, le carton « à tons comptés » (préfiguration du carton numéroté que Jean Lurçat développera après 1938) ; sa « rénovation » de la tapisserie éclate aux yeux du grand public sur le stand de l'École lors de l'Exposition Internationale des Arts Décoratifs de 1925 à Paris.
Durant les années 1960, Michel Tourlière porte un projet d’agrandissement considérable de l’école. Les anciens bâtiments sont détruits, ainsi que le palais de justice d’architecture néo-classique. En 1968-1969, les architectes Danis et Caradec conçoivent le bâtiment actuel, rationnel, fonctionnel, lumineux. Les salles de cours de tissage au dernier étage bénéficient d’une étude particulière de l’éclairage, afin qu’une lumière uniforme éclaire les salles.
Dans les années 1990, elle est rattachée à l’école d’art de Limoges, l’ensemble devient l’école nationale supérieure d’art Limoges-Aubusson (ENSA). La tapisserie n’est plus enseignée, du moins pas pour former des lissiers aptes à intégrer les ateliers ou les manufactures de tapisserie d’Aubusson.
Depuis 2007 est engagée la transformation de l’école en Cité internationale de la tapisserie et de l’art tissé. La fermeture de l’école est annoncée depuis plusieurs années, les étudiants ne la fréquentent plus de façon régulière depuis l’année scolaire 2010-2011. Le 1er juillet 2013, une AOT (Autorisation d'Occupation Temporaire) de quarante ans a été signée entre l'État et le Syndicat mixte de la Cité de la tapisserie. À cette même date, l'ensemble des collections de l'École a été confié en gestion à la cité de la tapisserie par l'État : matériel pédagogique, mobilier administratif, mobilier design, travaux d'élèves, collection de tapisseries, contenu de la bibliothèque et archives. 
La démolition de l'internat débute en février 2014 et la réhabilitation du bâtiment principal de l'École en septembre 2014. Après la réalisation d'un chantier des collections (dépoussiérage, étude, inventaire, reconditionnement), la Cité internationale de la tapisserie est inaugurée le 10 juillet 2016. Outre le musée de la tapisserie et le centre de documentation, elle comporte un centre de formation de tissage de basse lisse et un pôle professionnel avec un atelier de lissier, qui perpétuent l'enseignement du savoir-faire de basse lisse malgré la fermeture de l'école en 2011, ainsi qu'un atelier de restauration textile du Mobilier National, une pépinière d'entreprises art textile/art tissé, une plateforme de création contemporaine avec résidences d'artistes et un atelier jeune public.

### Directeurs
- 1884-1908 : Auguste Louvrier de Lajolais
- 1908-1917 : ?
- 1917-1930 : Antoine-Marius Martin
- 1930-1958 : Élie Maingonnat
- 1958-1971 : Michel Tourlière
- 1971-? : ? (dont André Borderie, Paul Risch)
- 1991-1996 : René Juillet
- 1996-2003 : Otto Teichert
- 2003-2008 : Olivier Lerch
- 2008-2013 : Benoit Bavouset
- 2013-2014 : Jeanne Gailhoustet

### Enseignants
- Élie Maingonnat, peintre cartonnier
- Henri Brivet, peintre cartonnier
- Novion, lissier
- Denis Dumontet, lissier
- Jean-Pierre Saintrapt, lissier
- Pierre Baudouin, culture générale[note 1]
- Pierre Jannot, art mural

## Anciens élèves
Avec un recrutement national, voire au-delà, cette école d'art spécialisée a accueilli des milliers d'élèves durant ses plus de 120 ans d'existence.
- Élie Maingonnat, peintre et cartonnier
- François Henri Faureau, peintre, cartonnier et lissier
- Georges Rougier, peintre et cartonnier
- Michaël Borras, dit Systaime, artiste contemporain